# Корабски водопад
Корабският водопад или Пройфел (на македонска литературна норма: Корапски водопад) се намира в планината Кораб, Северна Македония. Водопадът е най-високият непостоянен водопад в Северна Македония.
Водопадът е разположен по горното течение на Дълбока река. Появява се пролетно време при топенето на снеговете на източния склоп на връх Мал Кораб (Кепи Берд). Размерите на водопада и дебитът му варират в зависимост от сезона. Размерите му са между 100 и 138 m, като точната височина се различава, тъй като за негови горна и долна граница се взимат различни точки. Горната му граница е на около 2120 m надморска височина, а долната на около 1990 m. Най-високите нива на водата са в края на май - началото на юни, след което през лятото спадат. При много сухо лято, водопадът пресъхва в края на август и през септември. До водопада се стига през пролома на Дълбока река. Може да се върви и по левия бряг на реката през селата Нистрово и Жужне и по десния през Бибане.